# Magnesioalterita
La magnesioalterita és un mineral de la classe dels sulfats.

## Característiques
La magnesioalterita és un sulfat de fórmula química Mg₂Fe³⁺₄(SO₄)₄(C₂O₄)₂(OH)₄(H₂O)₁₂·5H₂O. Va ser aprovada com a espècie vàlida per l'Associació Mineralògica Internacional l'any 2020, i no va ser publicada fins al mes d'abril de 2024. Cristal·litza en el sistema monoclínic.
Les mostres que van servir per a determinar l'espècie, el que es coneix com a material tipus, es troben conservades al Museu Mineral de la Universitat d'Arizona, a Tucson (Arizona), amb el número de catàleg: 22042, i al projecte RRUFF, amb el número de dipòsit: r180015.

## Formació i jaciments
Va ser descoberta al Cliff Dwellers Lodge, al districte miner de Vermillion Cliffs, dins el comtat de Coconino (Arizona, Estats Units), l'únic indret de tot el planeta on ha estat descrita aquesta espècie mineral.